# Miss Pas Touche
Miss Pas Touche est une série de bande dessinée dessinée par Kerascoët et scénarisée par Hubert comptant quatre volumes.

## Résumé
Dans les années 1930, en France, Blanche, une jeune femme timide, se fait embaucher dans un bordel pour retrouver les assassins de sa sœur. Très vite, son refus de toute relation sexuelle fera d'elle une attraction de la maison de passe.

## Liste des albums
1. 2006 : La Vierge du bordel  (ISBN 2-205-05811-8)
2. 2007 : Du sang sur les mains  (ISBN 978-2-205-05902-1)
3. 2008 : Le prince charmant  (ISBN 978-2-205-06083-6)
4. 2009 : Jusqu'à ce que la mort nous sépare  (ISBN 978-2-205-06292-2)

- Intégrale, novembre 2015  (ISBN 978-2-205-07507-6)